# Henry Cejudo

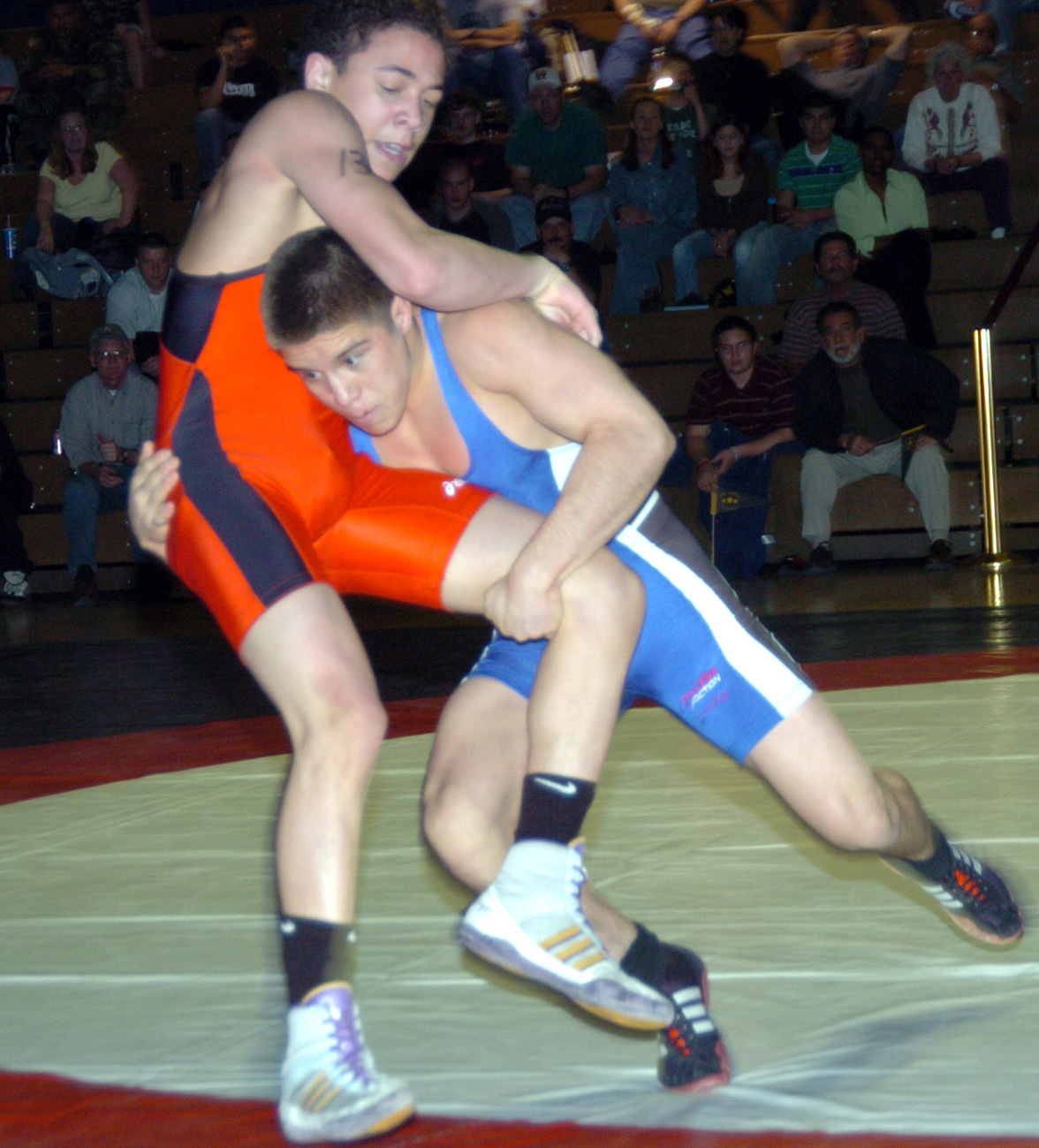
Henry Cejudo (im blauen Trikot) 2005

Henry Cejudo (* 9. Februar 1987 in Los Angeles) ist ein US-amerikanischer Ringer. Er wurde Olympiasieger 2008 in Peking im freien Stil im Bantamgewicht (bis 55 kg Körpergewicht).

## Werdegang
Henry Cejudo ist der Sohn mexikanischer Einwanderer in die Vereinigten Staaten. Die Familie Cejudo wurde in Los Angeles ansässig. Dort begann Henry Cejudo, zusammen mit seinem älteren Bruder Angel, der inzwischen wie Henry zur US-amerikanischen Nationalmannschaft der Freistilringer gehört, im Jahre 1999 mit dem Ringen. Nachdem er als Junior im nationalen Bereich erste große Erfolge erzielen konnte, wechselte er zum renommiertesten US-amerikanischen Ringerclub, den Sunkist Kids Phönix. Außerdem verlegte er seinen Wohnsitz nach Colorado Springs um im dortigen Leistungszentrum der amerikanischen Ringer trainieren zu können. Sein Trainer wurde dort der ehemalige Weltmeister Terry Brands. Henry Cejudo ringt nur im freien Stil. Er ist nur 1,63 m groß und wiegt ca. 60 kg. Für die großen internationalen Meisterschaften trainiert er aber in das Bantamgewicht (bis 55 kg Körpergewicht) ab.
Henry Cejudo war ein sehr erfolgreicher High-School-Ringer und wurde 2006 zum ASICS-National-High-School-Wrestler (Ringer) des Jahres gewählt. Im Jahre 2006 wurde er zudem erstmals US-amerikanischer Meister bei den Senioren im Bantamgewicht. Als Junior belegte ein Jahr vorher, bei seinem ersten Start bei internationalen Meisterschaften, bei den Weltmeisterschaften in Wilna im Bantamgewicht den 5. Platz. Sieger wurde dort Bessik Kuduchow aus Russland. Henry Cejudo verpasste den Einzug in das Halbfinale durch eine knappe Punktniederlage gegen den Iraner Mustafa Aghajaniozonbalagh.
Bei den Panamerikanischen Meisterschaften 2006 in Rio de Janeiro holte er sich dann seinen ersten internationalen Meistertitel. Er gewann dort im Bantamgewicht vor Luis Alexander Ibanez Rojas aus Kuba u. Fredy Serrano aus Kolumbien. Im selben Jahr wurde er in Guatemala-Stadt im Bantamgewicht auch Vizeweltmeister bei den Junioren. Den Kampf um den Meistertitel verlor er dabei gegen Dschamal Otarsultanow aus Russland.
2007 wurde Henry Cejudo wieder US-amerikanischer Meister im Bantamgewicht. Er siegte auch wieder bei den Panamerikanischen Meisterschaften in San Salvador. Dabei verwies er Fredy Serrano, Cesar Roberty aus Venezuela und Andy Moreno aus Kuba auf die Plätze. Auch bei den Panamerikanischen Spielen 2007 in Rio de Janeiro hieß der Sieger im Bantamgewicht Henry Cejudo. Dabei siegte er vor Andy Moreno, Cesar Roberty und Fredy Serano, also den gleichen Ringern wie bei den Panamerikanischen Meisterschaften, nur in anderer Reihenfolge.
Bei den Weltmeisterschaften 2007 in Baku, seinen ersten Weltmeisterschaften der Senioren, bei denen er eingesetzt wurde, traf er im ersten Kampf auf den Iraner Taghi Dadashi und unterlag diesem nach Punkten. Da Dadashi das Finale nicht erreichte, schied Henry Cejudo aus und kam nur auf den 31. Platz.
Trotz dieser Enttäuschung ging er voller Elan in das Jahr 2008, das für ihn aber nicht gut begann, denn er verlor bei den USA-Meisterschaften im Bantamgewicht gegen Matt Azevedo und belegte nur den 2. Platz. Dafür siegte er bei dem für die Nominierung der Ringer für die Olympischen Spiele in Peking entscheidenden Turnier (Trials) in Colorado Springs im Endkampf gegen den Silbermedaillengewinner von den Olympischen Spielen 2004 Stephen Abas und erkämpfte sich damit das Olympiaticket. Kurz vor den Olympischen Spielen wurde Henry Cejudo in Colorado Springs zum dritten Mal Panamerikanischer Meister im Bantamgewicht vor Andy Moreno, John Pineda, Kanada und Cesar Roberty.
Die Olympischen Spiele 2008 in Peking wurden dann zu einer Sternstunde in der Karriere von Henry Cejudo. Er gewann dort die Goldmedaille im Bantamgewicht. Auf dem Weg zu dieser Medaille besiegte er Radoslaw Welikow aus Bulgarien, den Weltmeister von 2006, Besarion Gochaschwili aus Georgien, Namig Sewdimow aus Aserbaidschan und im Endkampf Tomohiro Matsunaga aus Japan, wobei er gegen Matsunaga keine Runde abgab.
Er wechselte ins MMA und wurde mit einer Bilanz von 6 Siegen in 6 Kämpfen 2014 von der UFC unter Vertrag genommen, wo er bis zum 9. Mai 2020 blieb. Er gewann 10 seiner anschließenden 12 UFC-Kämpfe und wurde Titelträger in den Gewichtsklassen Flyweight (Fliegengewicht: bis 57 kg) sowie Bantamweight (Bantamgewicht: 57 bis 61 kg).

## Internationale Erfolge
(OS = Olympische Spiele, WM = Weltmeisterschaften, F = freier Stil, Ba = Bantamgewicht, bis 55 kg Körpergewicht)
- 2005, 5. Platz, Junioren-WM in Wilna, F, Ba, hinter Bessik Kuduchow, Russland, Yasuhiro Inaba, Japan, Farchand Urazimbetow, Usbekistan u. Mustafa Aghajaniozonbalagh, Iran;
- 2006, 1. Platz, Panamerikanische Meisterschaften in Rio de Janeiro, F, Ba, vor Luis Alexander Ibanez Rojas, Kuba, Fredy Serrano, Kolumbien u. Antonio Gonzalez, Panama;
- 2006, 2. Platz, Junioren-WM in Guatemala-Stadt, F, Ba, hinter Dschamal Otarsultanow, Russland und vor Nurhan Turabek, Kirgisistan u. Swetoslaw Nejtschew, Bulgarien;
- 2007, 3. Platz, World Cup in Krasnojarsk, F, Ba, hinter Dschamal Otarsultanow u. Adalam Achilow, Usbekistan, vor Alexander Galagan, Ukraine;
- 2007, 1. Platz, Panamerikanische Meisterschaften in San Salvador, F, Ba, vor Fredy Serrano, Cesar Roberty, Venezuela u. Andy Moreno, Kuba;
- 2007, 1. Platz, Panamerikanische Spiele in Rio de Janeiro, F, Ba, vor Andy Moreno, Cesar Roberty u. Fredy Serrano;
- 2007, 31. Platz, WM in Baku, G, Ba; Sieger: Bessik Kuduchow vor Naranbaatar Bayana, Mongolei, Andy Moreno u. Ryswan Hadschyjeu, Belarus;
- 2008, 1. Platz, Panamerikanische Meisterschaften in Colorado Springs, F, Ba, vor Andy Moreno, John Pineda, Kanada u. Cesar Roberty;
- 2008, Goldmedaille, OS in Peking, F, Ba, vor Tomohiro Matsunaga, Japan, Bessik Kuduchow u. Radoslaw Welikow

## USA-Meisterschaften
- 2006, 1. Platz, F, Ba,
- 2007, 1. Platz, F, Ba,
- 2008, 2. Platz, F, Ba, hinter Matt Azevedo

## USA-Olympiaausscheidung (Trials)
- 2008, 1. Platz, F, Ba, vor Stephen Abas